# Museo de la Historia de la Computación

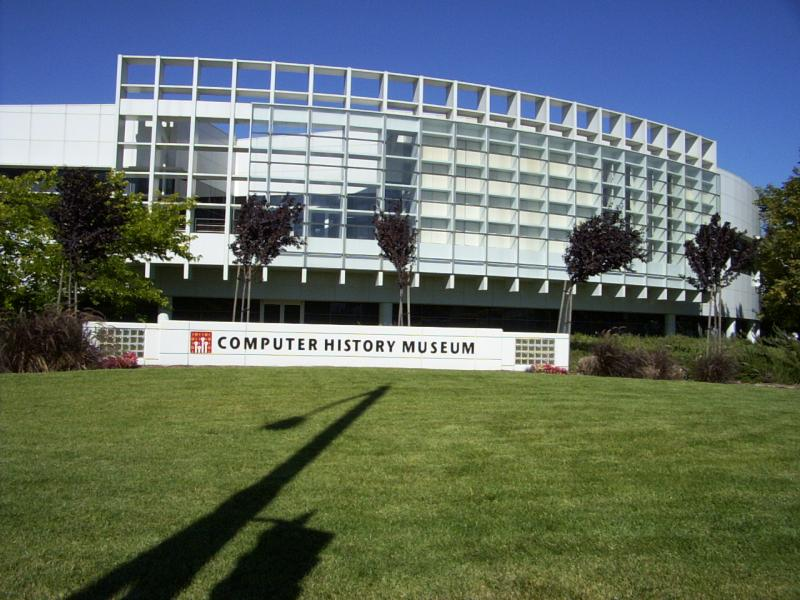
El Museo de la Historia de la Computación en Mountain View.

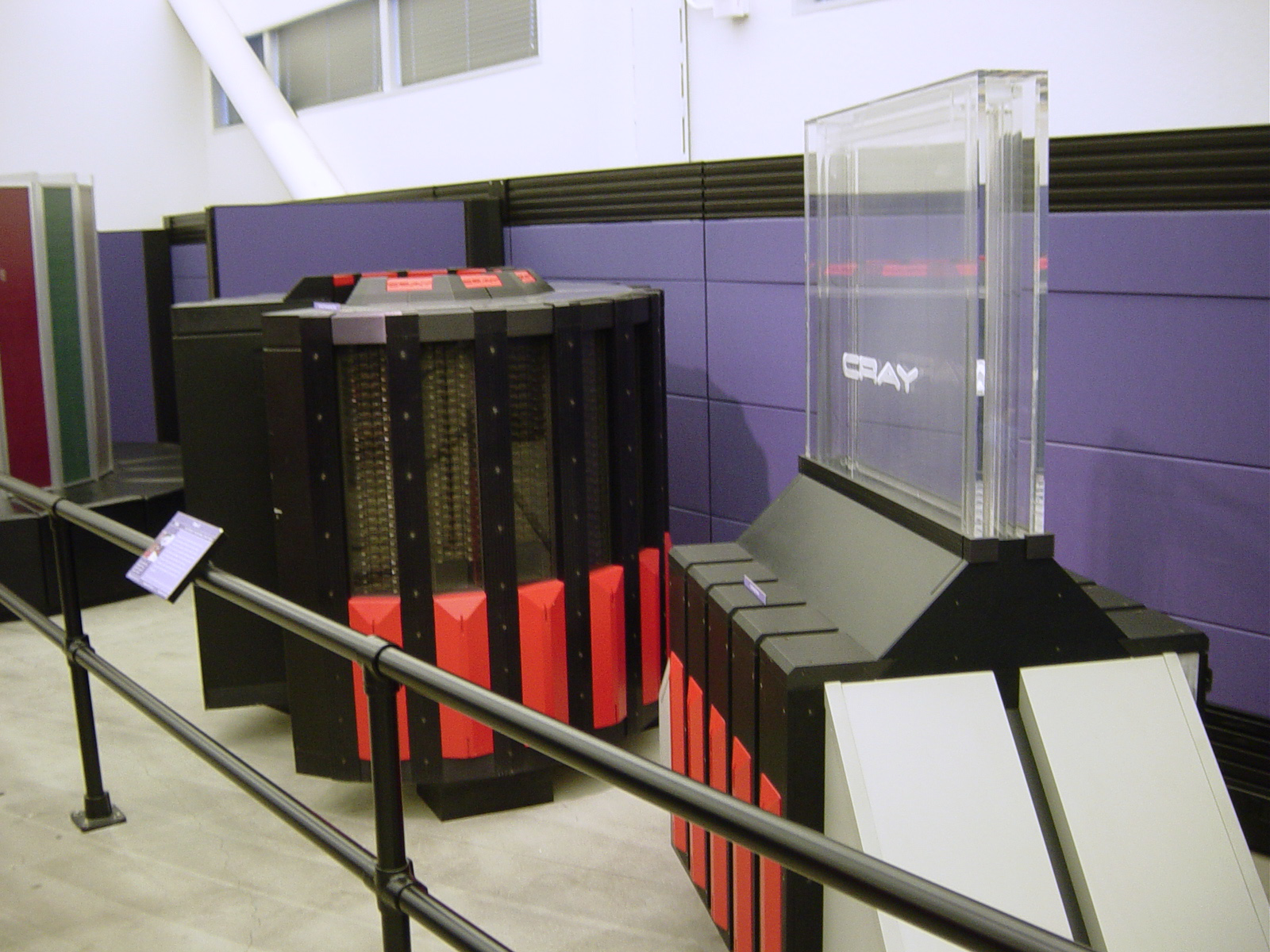
Una Supercomputadora Cray-2 en el Museo de la Historia de la Computación en Mountain View.

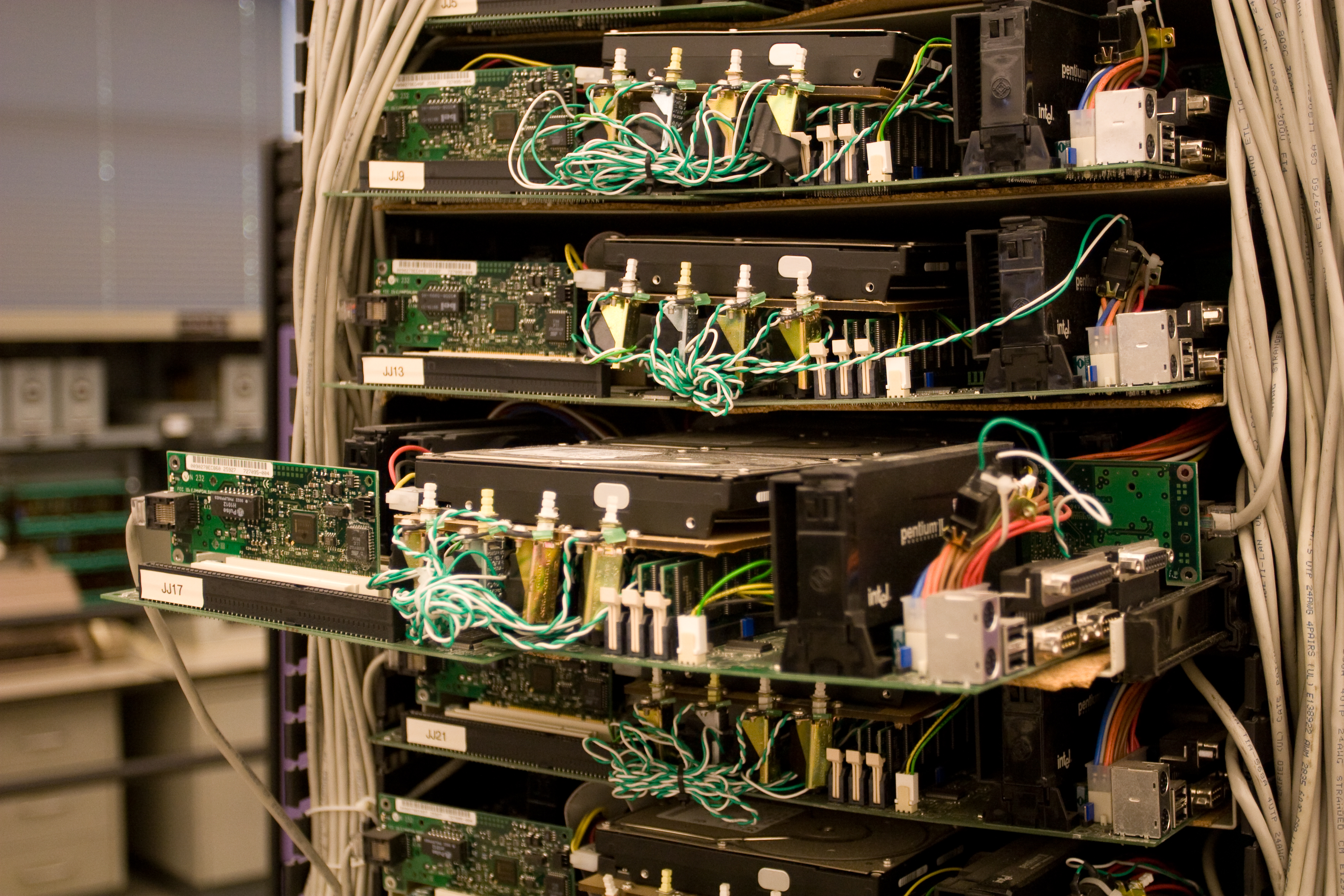
Un ejemplo de los servidores de búsqueda de Google en Museo de la Historia de la Computación en Mountain View.

El Museo de la Historia de la Computación (en inglés: Computer History Museum) es un museo establecido en 1996 en Mountain View, California. El museo está dedicado a la preservación y presentación de historias de los artefactos de la era digital, y la exploración de la revolución computacional y su impacto en nuestras vidas.

## Historia
Cuando el Museo de Computadoras en Boston, envió la mayoría de su colección histórica a Moffett Field, California, en ese entonces era conocida como la división de la Costa Oeste del Museo de Computadoras y nombrada como The Computer Museum History Center. Su actual nombre fue establecido en el 2001.
En febrero del 2000, los artefactos del museo fueron enviados al Museo de la Historia de la Computación en Moffett Field. Originalmente localizado en un viejo edificio que anteriormente fue un almacén de la Base Naval, el museo adquirió su actual edificio (previamente ocupado por Silicon Graphics), en 1401 N. Shoreline Blvd. en Mountain View, California, Estados Unidos (Silicon Valley) en octubre del 2002. Abrió al público en junio del 2003. 

## Actualidad
El ejecutivo de los medios John Hollar fue designado como director ejecutivo del Museo de la Historia de la Computación en julio del 2008. El museo actualmente tiene tres exhibiciones únicas de la historia de la computación: "Dominando el juego", una historia del ajedrez por computadora; "Innovaciones en el valle", una vista a las compañías y personas del valle del Silicio; y una Máquina diferencial diseñada por Charles Babbage en los años de 1840 y construida por el Museo de Ciencias de Londres.
La mayor exhibición del museo cubre una línea de tiempo de 2,000 años en la historia de la computación abrirá a finales del 2010.
El Museo de la Historia de la Computación es conocido por tener la mayor y más significante colección de artefactos de computo en el mundo. Esto incluye muchos de los objetos únicos en su tipo tales como la supercomputadora Cray-1 así como la Cray-2, Cray-3, la tetera de Utah, la Computadora de cocina Honeywell 316 ofrecida por Neiman Marcus, una Apple I, un ejemplo de la primera generación de los servidores de búsqueda de Google, así como también "Galaxy Game" el primer videojuego de máquina tragaperras. La colección comprende cerca de 90,000 objetos, fotografías y filmes, así como 4000 pies (1219,2 m) de documentación catalogada y muchos cientos de gigabytes de software.

## Miembros de honor
Son hombres y mujeres excepcionales «cuyas ideas cambiaron el mundo e influyeron "casi" en todos los seres humanos vivos de hoy». En 2024, este tablero de honor cuenta con 100 miembros.
- 1987: Grace Hopper
- 1995: Jay Wright Forrester
- 1996: Mitch Kapor, Ken Olsen
- 1997: Dennis Ritchie, Ken Thompson, John Backus, Steve Wozniak
- 1998: Gene Amdahl, Donald Knuth, Gordon Moore
- 1999: Alan Kay, John McCarthy, Konrad Zuse
- 2000: Frances E. Allen, Vint Cerf, Tom Kilburn
- 2001: Fred Brooks, Jean E. Sammet, Maurice Wilkes
- 2002: Charles Geschke, John Warnock, John Cocke, Carver Mead
- 2003: Tim Berners-Lee, David Wheeler, Gordon Bell
- 2004: Erich Bloch, Dan Bricklin, Bob O. Evans, Bob Frankston, Niklaus Wirth
- 2005: Paul Baran, Douglas Engelbart, Alan Shugart, Ivan Sutherland
- 2006: Tony Hoare, Bob Kahn, Butler Lampson, Marvin Minsky
- 2007: John L. Hennessy, David Patterson, Morris Chang, Charles P. Thacker
- 2008: Jean Bartik, Robert Metcalfe, Linus Torvalds
- 2009: Federico Faggin, Marcian Hoff, Stanley Mazor, Masatoshi Shima, Donald D. Chamberlin, Robert Everett
- 2011: Whitfield Diffie, Martin Hellman, Ralph Merkle, Bill Joy
- 2012: Fernando J. Corbató, Edward Feigenbaum, Steve Furber, Sophie Wilson
- 2013: Edwin Catmull, Harry Huskey, Robert Taylor
- 2014: Lynn Conway, John Crawford, Irwin M. Jacobs
- 2015: Bjarne Stroustrup, Charles Bachman, Evelyn Berezin
- 2016: Dave Cutler, Lee Felsenstein, Phil Moorby
- 2017: Alan Cooper, Margaret Hamilton, Larry Roberts, Cleve Moler
- 2018: Dov Frohman-Bentchkowsky, Dame Stephanie Shirley, Guido van Rossum
- 2019: James Gosling, Katherine Johnson, Leslie Lamport, Louis Pouzin
- 2021: Ray Ozzie, Raj Reddy, Lillian Schwartz, Andries van Dam
- 2022: Don Bitzer, Adele Goldberg, Dan Ingalls, Leonard Kleinrock
- 2023: Rodney Brooks, Thomas E. Kurtz, Barbara Liskov
- 2024: Allan Alcorn, Nolan Bushnell, Elizabeth J. Feinler, Jen-Hsun Huang, Steven Mayer